# The Sugarcubes
A The Sugarcubes (eredeti nyelven Sykurmolarnir) izlandi alternatív rockegyüttes volt, amely 1986-tól 1992-ig működött. Az ismert énekesnő, Björk Guðmundsdóttir karrierje itt kezdődött el. A zenekar tagjai Björk (ének, billentyűk), Einar Örn Benediktsson (ének, trombita), Þór Eldon (gitár), Bragi Ólafsson (basszusgitár), Margrét "Magga" Örnólfsdóttir (billentyűk) és Sigtryggur Baldursson (dob) voltak. Volt tagok: Friðrik Erlingsson (gitár) és Einar Melax (billentyűk).
Legismertebb és legnépszerűbb albumuk az 1988-ban megjelent Life’s Too Good (1988), amelyről a Birthday című dal is származik. Az album továbbá az 1001 lemez, amit hallanod kell, mielőtt meghalsz című könyvben is szerepel. Második lemezük, aHere Today, Tomorrow Next Week! 1989-ben jelent meg, és megosztotta a közönséget. Harmadik és egyben utolsó albumuk 1992-ben került piacra, Stick Around for Joy címmel. A lemezről két kislemez jelent meg: Hit és Leash Called Love. A lemez az előző albumhoz viszonyítva pozitívabb kritikákat kapott, de a Life's Too Good sikerét nem tudta megismételni.
A Rolling Stone magazin „a valaha volt legnagyobb izlandi rockegyüttesként” jellemezte őket. Björk pedig később sikeres szóló karrierbe kezdett.
A Trouser Press szerint a Joy Division, a Siouxsie and the Banshees és a Cocteau Twins volt hatással az együttesre. Dalaikban többek között "elektronikusan eltorzított trombita és hangeffektek" is szerepeltek. Björk hangja pedig egyik pillanatban "szoprán kislányhang" volt, a következő pillanatban már egy "őrült vadállat". Einar egyes dalokban vokált szolgáltatott. A Pitchfork az avant-rock stílusba sorolta zenéjüket.